# Bobò
Bobò, pseudonimo di Vincenzo Cannavacciuolo (Villa di Briano, 1º dicembre 1936 – Napoli, 1º febbraio 2019), è stato un artista italiano, che ha lavorato in molte opere teatrali del regista Pippo Delbono.
Bobò era un artista sordo e analfabeta scoperto da Pippo Delbono nel manicomio di Aversa, dov'era ricoverato da più di trent'anni, e lanciato come protagonista dello spettacolo Barboni (1997).

## Interpretazioni teatrali
- 1997 – Barboni, di Pippo Delbono
- 2003 - Gente di Plastica, di Pippo Delbono
- 2007 – Urlo, di Pippo Delbono
- 2008 – Il silenzio, di Pippo Delbono
- 2008 – Guerra, di Pippo Delbono
- 2009 – La Menzogna, di Pippo Delbono
- 2010 – La Rabbia, di Pippo Delbono
- 2016 – Vangelo, di Pippo Delbono